# Anisostena scapularis
Anisostena scapularis es una especie de coleóptero de la familia Chrysomelidae. Fue descrita científicamente por primera vez en 1964 por Uhmann.